# Acacia falciformis
Acacia falciformis är en ärtväxtart som beskrevs av Dc. Acacia falciformis ingår i släktet akacior, och familjen ärtväxter. Inga underarter finns listade i Catalogue of Life.